# Transferências de população nazi-soviéticas
As Transferências de população Nazi–Soviética foram transferências de população de etnia Alemã, poloneses étnicos, e alguns Eslavos Orientais, entre os anos de e 1939 a 1941. Estas transferências faziam parte da política do Regresso ao Império (Heim ins Reich) de acordo com a Tratado De Fronteira Germano–Soviética entre Alemanha Nazi e a União Soviética.

## Concepção
Durante o período de governo de Adolf Hitler, a maioria dos falantes de língua alemã na Europa estiveram unidos sob um regime.
Havia milhões de alemães étnicos (falantes de língua alemã), os quais viviam fora das fronteiras alemãs, sobretudo na Europa Central e Oriental, com a maioria das pessoas sendo migrantes na Rússia. Os alemães migrados viveram fora da Alemanha por vários séculos. Esses imigrantes viveram na parte oriental da Alemanha entre os séculos XII e XVIII.
Não obstante, Hitler tinha um plano para ajudar essas pessoas de língua alemã do oeste à Alemanha nazista. No entanto, Hitler também acreditava que as fronteiras e territórios da Alemanha nazista em 1937, ou seja, antes do Anschluss (anexação) da Áustria e dos Sudetos, eram inadequados para acomodar esse grande aumento populacional.
Nesta época, a propaganda por mais Lebensraum, ou espaço vital, cresceu rapidamente.

## Base legal
Com o maior número de alemães étnicos vivendo na Rússia, Hitler sabia que não poderia reassentar todas essas pessoas sem a cooperação total de Joseph Stalin e da União Soviética. No final de agosto de 1939 (uma semana antes da invasão da Polônia e do início da Segunda Guerra Mundial na Europa), Hitler enviou seu ministro do exterior Joachim von Ribbentrop a Moscou para arranjar um pacto de não agressão com a União Soviética. Isso ficou conhecido como Pacto Molotov-Ribbentrop. Na realidade, o objetivo de Hitler era evitar ter que lutar em duas frentes se uma guerra estourasse, o que foi crucial uma semana após a assinatura do pacto nos primeiros estágios da Segunda Guerra Mundial para a Alemanha nazista.
As questões reais acordadas no pacto eram a divisão dos territórios da Europa Central e Oriental nas esferas de influência alemã e soviética e a transferência recíproca de povos étnicos alemão e russo para seus países de origem.
O plano de Hitler era invadir a Polônia ocidental (tendo atribuído a parte oriental à União Soviética no pacto) e, em seguida, forçar todos os não alemães (principalmente cidadãos poloneses) a saírem de suas casas e usá-los para trabalhos forçados ou transferi-los para o Área de Governo Geral. Uma vez que esses territórios estivessem livres de não alemães, as transferências de população poderiam começar com alemães étnicos se estabelecendo nas casas dos expropriados poloneses.

## Transferências de população 1939-1944
As transferências planejadas foram anunciadas pela primeira vez aos alemães étnicos e ao público em geral em outubro de 1939.
Os nazistas começaram a encorajar o retorno dos alemães étnicos (chamados de Volksdeutsche pelos nazistas), dos Estados Bálticos pelo uso de propaganda. Isso incluiu o uso de táticas de intimidação sobre a União Soviética e levou à saída de dezenas de milhares de soviéticos. Aqueles que partiram não foram chamados de refugiados, mas sim descritos como atendendo ao chamado do Führer. Para encorajar o apoio a este programa, filmes de propaganda alemães como The Red Terror e Frisians in Peril retrataram os alemães bálticos como profundamente perseguidos em suas terras nativas.
As famílias foram transportadas por mar dos Estados Bálticos e por trem de outros territórios. O governo alemão providenciou a transferência de seus móveis e pertences pessoais. Todos os bens imóveis foram vendidos, com o dinheiro sendo recolhido pelos nazistas e não devolvido às famílias. Este foi um ato intencional destinado a desconectar os deslocados de sua antiga pátria. O valor dos imóveis deixados para trás seria compensado em dinheiro e em propriedades polonesas na Polônia ocupada.
Os alemães étnicos transportados foram inicialmente mantidos em campos para avaliação racial, para evitar mistura com a população alemã nativa. Lá eles foram divididos em grupos: A, Altreich, que deveriam ser estabelecidos na Alemanha e não permitiam fazendas ou negócios (para permitir uma vigilância mais próxima), S Sonderfall, que eram usados como trabalhadores forçados e não pagos, e O Ost-Fälle, a melhor classificação, a ser resolvida no 'Muro Oriental' - as regiões ocupadas para proteger os alemães do Oriente - e ter permissão para a independência. Este último grupo, depois de passar algum tempo em campos de refugiados na Alemanha, acabou sendo levado para áreas polonesas anexadas pela Alemanha nazista e para o condado de Zamość, conforme decidido pelo Generalplan Ost. As ordens de deportação exigiam que um número suficiente de poloneses fosse removido para fornecer espaço para todos os colonos, por exemplo, se vinte padeiros alemães nazistas fossem enviados, vinte padeiros poloneses seriam removidos. Os colonos frequentemente recebiam casas polonesas onde as famílias haviam sido despejadas tão rapidamente que as refeições pela metade permaneciam nas mesas e as crianças pequenas eram retiradas das camas desfeitas. Membros da Juventude Hitlerista e da Liga das Meninas Alemãs receberam a tarefa de supervisionar esses despejos para garantir que os poloneses deixassem para trás a maior parte de seus pertences para uso dos colonos. Uma vez assentados, deu-se início ao processo de germanização.
Os alemães étnicos foram retirados dos territórios ocupados pelos soviéticos em 1940, notadamente as regiões da Bessarábia, dos Estados Bálticos, da Estônia e da Letônia, todos tradicionalmente com grandes minorias étnicas alemãs. No entanto, a maioria dos alemães bálticos já havia sido reassentada no final de 1939, antes da ocupação da Estônia e da Letônia pelos soviéticos em junho de 1940. Na maioria dos casos, eles receberam fazendas tomadas de 110.000 poloneses que foram expulsos da área.
Alemães étnicos reassentados pela Alemanha nazista de 1939 a 1944
| Alemães étnicos reassentados de                      | Reinstalado em                                 | Reinstalado em          | Reinstalado em        | Reinstalado em | Reinstalado em | Reinstalado em |           |
|                                                      | Áreas polonesas anexadas pela Alemanha nazista | Governo Geral / Polônia | Região de Oder-Neisse | Danzig         | Áustria        | Checoslováquia | Total     |
| ---------------------------------------------------- | ---------------------------------------------- | ----------------------- | --------------------- | -------------- | -------------- | -------------- | --------- |
| Territórios da Polônia anexados pela União Soviética | 56.000                                         | 17.000                  | 46.000                | -              | 5.000          | -              | 124.000   |
| Chełm e Narew na Polônia                             | 29.000                                         | 11.000                  | 2.000                 | -              | -              | -              | 42.000    |
| Estados balticos                                     | 87.000                                         | -                       | 40.000                | -              | -              | -              | 127.000   |
| União Soviética                                      | 265.000                                        | 35.000                  | 70.000                | -              | -              | -              | 370.000   |
| Romênia                                              | 128.000                                        | 12.000                  | 52.000                | -              | 20.000         | -              | 212.000   |
| Iugoslávia                                           | 10.000                                         | -                       | 10.000                | -              | 15.000         | -              | 35.000    |
| Império Alemão, a oeste da Linha Oder-Neisse         | -                                              | 290.000                 | 225.000               | 15.000         | -              | 30.000         | 560.000   |
| Império Alemão, a leste da Linha Oder-Neisse         | -                                              | 380.000                 | -                     | -              | -              | 30.000         | 410.000   |
| Total                                                | 575.000                                        | 745.000                 | 445.000               | 15.000         | 40.000         | 60.000         | 1.880.000 |

Fonte: Dr. Gerhard Reichling, Die deutschen Vertriebenen in Zahlen, Teil 1, Bonn 1995, Pages 23–27